# Anne Ross
Anne Ross (* 17. března 1985 v Papenburgu, v Německu) je německá zpěvačka. Je bývalou členkou dívčí popové hudební skupiny Preluders. Poté, co se skupina Preluders rozpadla, společně s Manel Filali vytvořily duo Milk and Honey.